# Біскупиці (гміна Брудзень-Дужи)
Біскупиці (пол. Biskupice) — село в Польщі, у гміні Брудзень-Дужий Плоцького повіту Мазовецького воєводства.
У 1975-1998 роках село належало до Плоцького воєводства.